# Senses Fail
Senses Fail — американская рок-группа из города Риджвуд, Нью-Джерси, образованная в 2002 году.
Нынешний состав коллектива состоит из Джеймса «Бадди» Ниэлсена (вокал), Дэна Трэппа (ударные), Зака Роуча (гитара) и Мэтта Смита (гитара, бас-гитара).
Группа выпустила пять студийных альбомов, и один концертный DVD «The Fire».

## История

### Формирование и первый мини-альбом (2002—2003)
Senses Fail начала свою историю в 2002 году, когда Бадди написал объявление в Интернете что ищет музыкантов для совместных репетиций. На объявление откликнулись Дэн Трэпп, и помимо него ещё около 15 человек. Дэн после объявления обратился к своим друзьям, Дэйву Миллеру и Гэррету Заблоцки. Состав был завершён бывшим барабанщиком группы Tokyo Rose, Майком Глитой, который встал в группе на роль басиста.
На звучание группы повлияли панк-рок и хардкор, и смешав их с лирикой, эмоциями, литературой, религией, восточной философией и духовнотью группа получила своё собственное уникальное звучание. Название «Senses Fail» появилось от Буддистского поверия в Нирвану. В одном из интервью Бадди объяснил, что «По Буддистскому поверью, люди живут после смерти в аду, и единственный способ достичь Нирваны — отказаться от всего земного. Так некоторые и живут, среди деревьев, не ев и не пив. Они просто медитируют, потому что достигли такого высокого уровня, на котором они не связаны любовью, отношениями и прочее. И если вы хотите достичь самого высокого уровня и увидеть Бога, то должны подавить чувства (senses fail)».
В начале творческого пути Senses Fail играли концерты всюду: на скейт-парках, в клубах, был даже концерт в церкви. В городе начало появляться своё сообщество фанатов, и со временем группа решилась на запись мини-альбома (EP). Их первый релиз, From the Depths of Dreams, содержал 6 песен, которые были записаны на студии ECA Records в августе 2002 года. EP был очень хорош, и к Senses Fail проявили интерес многие известные звукозаписывающие лейблы. Группа подписала контракт с Drive-Thru Records, и переиздала свой мини-альбом в апреле 2003, с новыми песнями и обложкой. Переиздание было намного успешнее, и благодаря высоким продажам даже оказалось в списке Billboard. В поддержку мини-альбома группа выступала в турне с группами The Used, Finch, Millencolin, и The Starting Line.

### Альбом Let It Enfold You (2004—2005)
Senses Fail подписали контракт с Vagrant Records, и приступили к записи своего первого альбома Let It Enfold You. Альбом продюсировал Стив Иветс. Тематика текстов пластинки была многогранна. Назван альбом в честь стихотворения Чарльза Буковски, а песня Slow Dance содержит в себе строчки из учения Дао дэ цзин. Ниэлсен сказал, «Нам просто нравится сочинять музыку, и делать хорошие песни. Мне кажется, мне есть что сказать, и мы получили ещё больше чем вложили. И что бы ни случилось завтра, у нас вышло в 10 раз лучше, чем мы могли ожидать, и считаем что своё дело сделали». Let It Enfold You был выпущен 7 сентября 2004 года на Vagrant и Drive-Thru Records, и разошёлся тиражом в 300’000 копий.
Альбом был выпущен с двумя синглами, «Buried a Lie» и «Rum Is for Drinking, Not for Burning». Музыкальный клип на песню «Buried a Lie» был снят на съёмочной площадке мыльной оперы «Направляющий свет». Мать Ниэлсена сняла этот клип, и сделала в стиле мыльных сериалов, так как сама раньше снималась в них. С выпуском этого видео группа стала популярна в массах. В это время группа публиковалась в таких журналах, как Kerrang!, Rolling Stone, Spin и даже на обложке из Alternative Press.
Группа активно гастролировала в поддержку альбома. Senses Fail выступала на фестивале Warped Tour в 2004, 2005 и 2006, и 2009 годах, причём последние 2 раза парни выступали на главной сцене. Они также выступали в туре Taste of Chaos в 2005 на одной сцене с The Used, My Chemical Romance, и Killswitch Engage.
Альбом был переиздан в ноябре 2005 года с бонус-треками, акустическими версиями песен, и новой обложкой.
В 2005 году на сайте коллектива было объявлено об уходе гитариста Дэйва Миллера. Он был заменён Хитом Сарачено, ранее — гитаристом своей группы Midtown. Миллер основал собственный лейбл DMI (Dave Miller Industries) в сентябре 2006 года.

### Альбом Still Searching (2006—2007)
После отдыха от гастролей Senses Fail вернулись в студию для записи их нового альбома. Пластинка, названная Still Searching, была спродюсирована Брайаном МакТерненом и сведена Крисом Лорд-Алджом. Альбом был менее агрессивным, но более лиричным. О новых песнях Джеймс Ниэлсен сказал: «Мне нравятся мои песни, они открытые, и я не хотел бы писать о вещах, которые никто не поймёт; я хочу чтоб фанаты понимали нас. В какой то момент вы начинаете оценивать прожитое. Если вы этого не делаете, с вами что-то не так».
В поддержку альбома Senses Fail снова отправились в тур Taste of Chaos. Группа выступала в качестве хэдлайнера с группами Saosin и Bleeding Through. 5 октября 2007 Senses Fail с группой New Found Glory отправились в тур по 33 городам, начав с Лас-Вегаса.
8 декабря 2007 басист Майк Глита уходит из группы ради своей группы Love Automatic.
13 декабря 2007 года Senses Fail выпустили специальную deluxe-версию альбома Still Searching, включающую новую обложку, кавер песни The Cranberries — Salvation, DVD с кадрами вне сцены, 3 специально записанные для этого издания, и 2 ранее доступных только в цифровом формате песни.

### Альбом Life Is Not a Waiting Room (2008—2009)
Новая пластинка коллектива, Life Is Not a Waiting Room, была выпущена 7 октября 2008, и на следующий же день группа отправилась в турне по США. 21 ноября Senses Fail дало онлайн-интервью сайту Ultimate Guitar, в котором говорили о развитии группы, новом басисте, и об альбоме.
30 июня 2009 года было объявлено об уходе гитариста Хита Сарачено после фестиваля Warped Tour. «Я классно провёл это время с этими ребята, все последние 4 года, или около того. Мы записали две пластинки, и я очень горжусь, что выступал по всему миру и Штатам бесчисленное количество раз, и подружился с людьми, которых бы не встретил на улице. Эти ребята из Джерси (ну и из Атланты с Флоридой) стали мне одними из самых близких друзей, и мне будет не хватать их.»

### Альбом The Fire (2010)
Группа начала записывать свой новый альбом The Fire в июне 2010, рассчитывая закончить его в этом же году. Пластинка записывалась в студии Salad Days Studio под руководством продюсера Брайана МакТернена. The Fire был выпущен в Британии 25 октября, и 26 октября по всему миру. Обе гитарные партии для альбома делал Гарретт Заблоцки, после записи ушедший из группы ради учёбы в колледже.

### Follow Your Bliss: The Best of Senses Fail (2011—2012)
13 июля 2011, на страничке группы в Facebook появилось следующее сообщение: «Мы заняты написанием новых песен, и репетициями к концертам», намекнув на то, что группа занята новым альбомом. Также были опубликованы фото группы в Instagram и Twitter.
Позже, группа анонсировала тур с группами Stick To Your Guns, Make Do and Mend, и The Story So Far в ноябре 2011. В это же время студия Mightier Than Sword Records выпустила виниловое издание альбома «The Fire».
Senses Fail выступила на фестивале Warped Tour, там же и представив свой сборник лучших песен «Follow Your Bliss: The Best of Senses Fail». Помимо прошлых хитов, в альбом был включён EP с 4 новыми песнями. Альбом был выпущен 19 июня 2012 в двухдисковом издании ограниченным тиражом в 10’000 копий.

### Renacer (2013-)
В интервью на Vans Warped Tour Бадди упомянул о том, что группа займётся новым материалом с ноября 2012. 13 ноября Senses Fail написали на своей страничке в Facebook, что «Мы начали запись пятого „долгоиграя“ на этой неделе в Лос-Анджелесе. С нами работает продюсер Шон Лопез (Far, Deftones) в The Airport Studio и Red Bull Studio. Запись закончится в середине декабря, а весной 2013 мы хотим его выпустить».
4 февраля был выпущен сингл «Mi Amor», и представлена возможность предзаказа CD. 1 марта группа презентовла вторую песню «The Path». Оба сингла были представлены для бесплатного прослушивания на сервисе YouTube. Новый альбом «Renacer» выпустили 26 марта 2013, и он был очень хорошо воспринят критиками.
10 апреля в канале группы на сервисе YouTube был представлен видеоклип на песню «Mi Amor».

## Состав
Нынешний состав
- Джеймс «Buddy» Ниэлсен — вокалист (с 2002)
- Дэн Трэпп — барабанщик, перкуссия (с 2002)
- Джейсон Блэк — басист (с 2008) (также басист в Hot Water Music) (не представлен в альбоме «Renacer», и об его уходе из группы объявлено не было, так что формально он участник коллектива)
- Зак Роуч — гитарист, бэк-вокал (с 2010) (также играет в группе Spirit of the Stairs)
- Мэтт Смит — гитарист (с 2011) (также гитарист в Strike Anywhere)

Бывшие участники
- Гарретт Заблоцки — гитарист, бэк-вокал (2002—2011)
- Хит Сарачено — гитарист, бэк-вокал (2005—2009)
- Дэйв Миллер — гитарист (2002—2005)
- Майк Глита — басист, бэк-вокалист (2002—2008)
- Джеймс Джилл — bass guitar (2002)

Участники в турах
- Этай Писэно — гитарист (2009—2010)

## Дискография

### Альбомы
| 2002                                          | From the Depths of Dreams (EP)                  | Drive-Thru Records | 144 | — | —   |  |  |  |  |
| 2004                                          | Let It Enfold You                               | Vagrant Records    | 34  | 2 | —   |  |  |  |  |
| 2006                                          | Still Searching                                 | Vagrant Records    | 15  | 2 | 150 |  |  |  |  |
| 2008                                          | Life Is Not a Waiting Room                      | Vagrant Records    | 18  | 1 | —   |  |  |  |  |
| 2010                                          | The Fire                                        | Vagrant Records    | 32  | 2 | —   |  |  |  |  |
| 2012                                          | Follow Your Bliss: The Best of Senses Fail (EP) | Vagrant Records    | —   | — | —   |  |  |  |  |
| 2013                                          | Renacer                                         | Staple Records     | —   | — | —   |  |  |  |  |
| 2015                                          | Pull the Thorns From Your Heart                 |                    |     |   |     |  |  |  |  |
| 2017                                          | If There Is Light, It Will Find You             | Pure Noise Records |     |   |     |  |  |  |  |
| 2022                                          | Hell Is In Your Head                            | Pure Noise Records |     |   |     |  |  |  |  |
| «—» обозначает, что запись не попала в чарты. |                                                 |                    |     |   |     |  |  |  |  |

### Синглы
| Год  | Название                               | Альбом                     |
| ---- | -------------------------------------- | -------------------------- |
| 2005 | «Rum Is for Drinking, Not for Burning» | Let It Enfold You          |
| 2006 | «Calling All Cars»                     | Still Searching            |
| 2007 | «Can't Be Saved»                       | Still Searching            |
| 2008 | «Family Tradition»                     | Life Is Not A Waiting Room |
| 2013 | «Mi Amor»                              | Renacer                    |
| 2013 | «The Path»                             | Renacer                    |

### Песни вне альбомов
| Год  | Песня                                           | Где появилась                            |
| ---- | ----------------------------------------------- | ---------------------------------------- |
| 2003 | «Bite to Break Skin»                            | Drive-Thru Records Tour Sampler сборник  |
| 2005 | «Bad Reputation» (Joan Jett cover)              | «Несносные медведи» саундтрек            |
| 2005 | «Institutionalized» (Suicidal Tendencies cover) | Tony Hawk’s American Wasteland саундтрек |
| 2006 | «Bite to Break Skin» (Legion of Doom remix)     | Underworld: Evolution саундтрек          |
| 2008 | «The Past Is Proof»                             | Punisher: War Zone саундтрек             |
| 2009 | «The Martyr»                                    | Guitar Hero Vagrant Records Pack         |

### Музыкальные клипы
| Год  | Песня                                  | Режиссёр          | Альбом                     |                 |
| ---- | -------------------------------------- | ----------------- | -------------------------- | --------------- |
| 2003 | «Bloody Romance»                       | Лиза Браун        | From the Depths of Dreams  |                 |
| 2003 | «One Eight Seven» (live)               | Лиза Браун        | From the Depths of Dreams  |                 |
| 2004 | «Buried a Lie»                         | Лиза Браун        | Let It Enfold You          |                 |
| 2005 | «Rum Is for Drinking, Not for Burning» | Christopher Mills | Let It Enfold You          | Кристофер Миллс |
| 2006 | «Calling All Cars»                     | Jay Martin        | Still Searching            | Джей Мартин     |
| 2007 | «Can’t Be Saved»                       | Matt Bass         | Still Searching            | Мэтт Басс       |
| 2007 | «The Priest and the Matador»           | Дэрил Голдберг    | Still Searching            |                 |
| 2008 | «Family Tradition»                     | Zach Merck        | Life Is Not A Waiting Room | Зак Мерк        |
| 2010 | «Life Boats» (live)                    | Lisa Brown        | The Fire                   | Лиза Браун      |
| 2011 | «New Year’s Eve»                       | Лиза Браун        | The Fire                   |                 |
| 2011 | «The Fire»                             | Ричард Бордж      | The Fire                   |                 |
| 2013 | «Mi Amor»                              | Бэн Фаннин        | Renacer                    |                 |